# هيردري (أنغلزي)
هيردري (بالإنجليزية: Hirdre-Faig)‏ هي منطقة سكنية تقع في ويلز في أنغلزي.